# Хааваокс, Пауль
Па́уль Ха́аваокс (эст. Paul Haavaoks; 12 июня 1924, Вярска, Эстония — 30 сентября 1983, Ряпина, Эстонская ССР) — эстонский советский поэт и прозаик.

## Биография
Сын крестьянина-бедняка. В юности работал в сельском хозяйстве.
После окончания Великой Отечественной войны работал на первых комсомольских стройках Эстонии. В 1949—1950 был секретарём ВЛКСМ в Саатсе на юге Эстонии.
С 1951 по 1955 — редактор газеты «Koit» («Рассвет»). С 1955 года был внештатным корреспондентом в Ряпина (Южная Эстония).
Член КПСС с 1961 года.
Похоронен в г. Вярска.

## Творчество
Первые стихи поэта появились в 1937—1938 г. Печататься начал в 1949 году. Полностью посвятил себя литературной деятельности с 1955.
Был одним из наиболее активных национальных поэтов Южной Эстонии. Во второй половине 1960-х годов писал свои стихи на южно-эстонском диалекте.
Стихи П. Хааваокса посвящены, главным образом, жизни родного края — Причудья, центральное место в них занимают картины народного быта и описания родной природы.
Автор сборников стихов:
- Peipsi rannalt («У озера Пейпси», 1957),
- Rändajad maanteel («Путники в дороге», 1960)
- Metsad kohisevad («Шумят леса», 1962),
- Laul suurest salvest («Песня о великой сокровищнице», 1965)
- Sipelgarada («Муравьиная тропа», 1970)
- Talvised mesipuud. Valik luuletusi 1949—1969 (1971)
- Palumaa pedajad (1974)
- Kanajala linnajagu (1977)
- On küla kuskil veel (1980)
- Rannahääled (1981)
- Suvised nurmed. Valik luuletusi 1962—1982 (1984)
- Väike luuleraamat (1988)

Написал несколько книг стихов для детей, прозы для юношества. Многие из его стихов были положены на музыку.

## Стихи для детей
- Rannapoisid (1960)
- Lehesall ja lumerätt (1962)
- Nipitiri (1974)
- Valge pilliroog (1974)

- Eelkarastumine (Книга воспоминаний, 1974)